# Canton d'Illkirch-Graffenstaden
Le canton d'Illkirch-Graffenstaden est une circonscription électorale française située dans le département du Bas-Rhin, dans la collectivité européenne d'Alsace.

## Histoire
Le canton est créé par le décret no 73-670 du 13 juillet 1973 scindant le canton de Geispolsheim.
Par décret du 18 février 2014, le nombre de cantons du département est divisé par deux, avec mise en application aux élections départementales de mars 2015. Le canton d'Illkirch-Graffenstaden est conservé et s'agrandit. Il passe de 3 à 4 communes.

## Représentation

### Représentation avant 2015
| Période | Période          | Identité           | Étiquette   | Qualité                                                                                  |
| ------- | ---------------- | ------------------ | ----------- | ---------------------------------------------------------------------------------------- |
| 1973    | 1992             | André Durr         | RPR         | Professeur Député (1978-1995) Maire d'Illkirch-Graffenstaden (1971-1995)                 |
| 1992    | 1992 (décès)     | Antoine Wach       | RPR         | 1er adjoint au maire d'Illkirch-Graffenstaden                                            |
| 1993    | 2001 (démission) | Yves Bur           | UDFpuis UMP | Chirurgien-dentiste Député (1995-2012) Maire de Lingolsheim (1995-2020)                  |
| 2001    | 2011             | Jean-Claude Haller | UMP         | Chef d'entreprise Conseiller municipal d'Illkirch-Graffenstaden                          |
| 2011    | 2015             | Claude Froehly     | PS          | Inspecteur des Finances Adjoint au maire d'Illkirch-Graffenstaden (Maire de 2016 à 2020) |

#### Élections de 2011
1er tour
- Inscrits 37 013
- Abstentions 23 305 (62,96 %)
- Votants 13 708 (37,04 %)
- Blancs et nuls 208 (0,56 %)
- Exprimés 13 500 (36,47 %)
  - Claude Froehly (Parti socialiste) 31,5 % (4 257 voix)
  - Catherine Graef-Eckert (UMP)  28,1 % (3 787 voix)
  - Jean-Paul Colin (Front national) 23,2 % (3 128 voix)
  - Françoise Werckmann (Europe Écologie) 11,3 % (1 527 voix)
  - Karl Goschescheck (Extrême droite)  4,3 % (576 voix)
  - Jean-Pierre Djukic (Parti communiste) 1,7 % (225 voix)

2e tour
- Inscrits 37 023
- Abstentions 22 916 (61,90 %)
- Votants 14 107 (38,10 %)
- Blancs et nuls 844 (2,28 %)
- Exprimés 13 263 (35,82 %)
  - Claude Froehly (Parti socialiste) 53,3 % (7 065 voix)
  - Catherine Graef-Eckert (Union pour un mouvement populaire) 46,7 % (6 198 voix)

### Représentation à partir de 2015
| Période élective | Période élective | Mandat | Mandat   | Identité          | Nuance | Nuance | Qualité                                                                 |
| ---------------- | ---------------- | ------ | -------- | ----------------- | ------ | ------ | ----------------------------------------------------------------------- |
| 2015             | 2021             | 2015   | 2021     | Alfonsa Alfano    |        | LR     | Comptable, conseillère municipale d'Illkirch-Graffenstaden              |
| 2015             | 2021             | 2015   | 2021     | Yves Sublon       |        | DVD    | Chef d'entreprise, maire d'Eschau                                       |
| 2021             | 2028             | 2021   | en cours | Elisabeth Dreyfus |        | LR     | Professeure des écoles, conseillère municipale d'Illkirch-Graffenstaden |
| 2021             | 2028             | 2021   | en cours | Yves Sublon       |        | DVD    | Conseiller sortant                                                      |

À l'issue du 1er tour des élections départementales de 2015, deux binômes sont en ballotage : Valerian Jacquemin et Brigitte Tinot (FN, 26,42 %) et Alfonsa Alfano  et Yves Sublon   (UMP, 24,97 %). Le taux de participation est de 46,03 % (14 964 votants sur 32 508 inscrits) contre 47,83 % au niveau départemental et 50,17 % au niveau national.
Au second tour, Alfonsa Alfano  et Yves Sublon   (UMP) sont élus avec 67,48 % des suffrages exprimés et un taux de participation de 46,42 % (9 457 voix pour 15 089 votants et 32 508 inscrits).

## Composition

### Composition de 1973 à 2015
Lors de sa création, le canton d'Illkirch-Graffenstaden comprenait trois communes.
| Nom                                | Code Insee | Codepostal | Superficie (km2) | Population (dernière pop. légale) | Densité (hab./km2) |
| ---------------------------------- | ---------- | ---------- | ---------------- | --------------------------------- | ------------------ |
| Illkirch-Graffenstaden (chef-lieu) | 67218      | 67400      | 22,21            | 26 379 (2012)                     | 1 188              |
| Lingolsheim                        | 67267      | 67380      | 5,69             | 16 941 (2012)                     | 2 977              |
| Ostwald                            | 67365      | 67540      | 7,11             | 11 682 (2012)                     | 1 643              |

### Composition depuis 2015
Le canton compte désormais 4 communes.
| Nom                                            | Code Insee | Intercommunalité            | Superficie (km2) | Population (dernière pop. légale) | Densité (hab./km2) | Modifier                                    |
| ---------------------------------------------- | ---------- | --------------------------- | ---------------- | --------------------------------- | ------------------ | ------------------------------------------- |
| Illkirch-Graffenstaden (bureau centralisateur) | 67218      | Eurométropole de Strasbourg | 22,21            | 27 339 (2022)                     | 1 231              | modifier les données · modifier les données |
| Eschau                                         | 67131      | Eurométropole de Strasbourg | 11,83            | 5 847 (2022)                      | 494                | modifier les données · modifier les données |
| Ostwald                                        | 67365      | Eurométropole de Strasbourg | 7,11             | 13 492 (2022)                     | 1 898              | modifier les données · modifier les données |
| Plobsheim                                      | 67378      | Eurométropole de Strasbourg | 16,64            | 4 471 (2022)                      | 269                | modifier les données · modifier les données |
| Canton d'Illkirch-Graffenstaden                | 6707       |                             | 57,79            | 51 149 (2022)                     | 885                | modifier les données                        |

## Démographie

### Démographie avant 2015
| 1975   | 1982   | 1990   | 1999   | 2006   | 2011   | 2012   |
| ------ | ------ | ------ | ------ | ------ | ------ | ------ |
| 35 497 | 44 421 | 48 984 | 51 436 | 53 818 | 54 697 | 55 002 |

### Démographie depuis 2015
En 2022, le canton comptait 51 149 habitants, en évolution de +4,2 % par rapport à 2016 (Bas-Rhin : +3,17 %, France hors Mayotte : +2,11 %).
| 2013   | 2018   | 2022   |
| ------ | ------ | ------ |
| 47 324 | 49 281 | 51 149 |